# Fraktur
Fraktur (pronuncia tedesca [fʁakˈtuːɐ̯]) è un particolare tipo di caratteri, appartenente alla famiglia dei caratteri gotici.

## Etimologia
La parola tedesca Fraktur deriva da frāctus ("rotto"), participio perfetto del verbo latino frangere ("rompere").

## Caratteristiche
Al contrario dei tipi Antiqua, nel XXI secolo i più comuni, che discendono dalle maiuscole delle iscrizioni monumentali di epoca romana (scrittura capitale quadrata romana) e dalle minuscole di epoca carolingia (scrittura carolina), nel tipo Fraktur le linee dei tipi di carattere gotici sono interrotte.

## Storia e uso
Il tipo di scrittura Fraktur fu inventato dalla cancelleria boema di Massimiliano I. Nel 1513, ad opera del suo stampatore di corte Schönsperger, fu infatti realizzato con questi caratteri il pregevole Gebetbuch e, nel 1517, il romanzo Theuerdank.
Il nome deriva proprio dal carattere spezzato della grafia gotica, e nasce come scrittura di corte elegante. L'uso del carattere Fraktur si diffuse nei territori tedeschi già nel XVI secolo in ogni ambiente, soppiantando la Schwabacher, e venne particolarmente amato nel XVII durante il Barocco, nonostante il resto d'Europa fosse tornato all'Antiqua (che però venne ancora utilizzata per trascrivere i testi latini).
Dai classicisti ci furono proposte di abbandonarla e di passare ad una grafia che sembrasse meno antiquata, ma nel 1790, la scelta per la Fraktur di Johann Hunger, prestigioso editore di Berlino, pose il passo decisivo per l'affermazione di quella che (nella forma, soprattutto, della Hunger-Fraktur) fu il carattere tedesco standard per tutto il XIX secolo e fino al XX.
Il nazionalsocialismo, dopo un iniziale favore, abolì nel 1941 le scritture gotiche. Dopo la guerra, tuttavia, anche in Germania si passò all'Antiqua ed i caratteri Fraktur, percepiti come di difficile leggibilità, cominciarono a cadere in disuso.

## Campioni

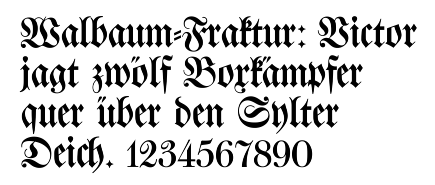
Fig. 1: Walbaum-Fraktur (1800)

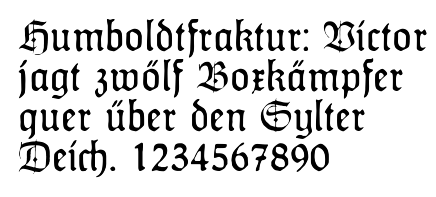
Fig. 2: Humboldtfraktur (Hiero Rhode, 1938)

(La frase in tedesco nelle figure dice: «Victor jagt zwölf Boxkämpfer quer über den Sylter Deich». Questa è una frase senza senso traducibile come «Victor insegue dodici pugili sulla diga di Sylt», ma contiene tutte le ventisei lettere dell'alfabeto più gli umlaut tedeschi, e quindi è un esempio di pangramma.)